# Бретања (историјска провинција)
Бретања (фр. Bretagne, брет. Breizh) јесте полуострво, историјска земља и културна регија на западу Француске, заузимајући западни дио онога што је било познато као Арморика током периода римске власти. Била је независна краљевина, а затим војводство, прије него што се ујединило са Краљевином Француском 1532. као покрајина којом је управљала засебна нација под једном круном.
За Бретању се такође користи и назив Мања или Мала Британија (као супротност Великој Британији, са којом дијели етимологију). Сјеверно од Бретање се налази Ламанш, сјевероисточно Нормандија, југоисточно источна Земља Лоаре, јужно Бискајски залив, а западно Келтско море и Атлантски океан. Бретања заузима површину од 34.023 km².
Бретања је мјесто једне од најстаријих свјетских архитектура, дом Берненеса, тумулуса Сен Мишела и других, који датирају с почетка 5. миленијума прије н. е. Данас, историјска покрајина Бретања је подијељена на пет департмана: Финистер на западу, Обале Армора на сјеверу, Ил и Вилен на сјеверноистоку, Морбијан на југу и Атлантска Лоара на југоистоку.
Према попису становништва из 2010, процјењује се да је историјска Бретања имала 4.475.295 становника. Од тога 71 % је живјело у региону Бретања, док је 29 % живјело у департману Атлантска Лоара. Највећа метрополитанска подручја 2017. били су Нант (972.828), Рен (733.320) и Брест (321.364).  Бретања је традиционална домовина Бретонаца и једна од шест келтских нација, која је задржала посебан културни идентитет који одражава њену историју. Националистички покрет тражи већу аутономију унутар Француске.